# خان (اسلحه)

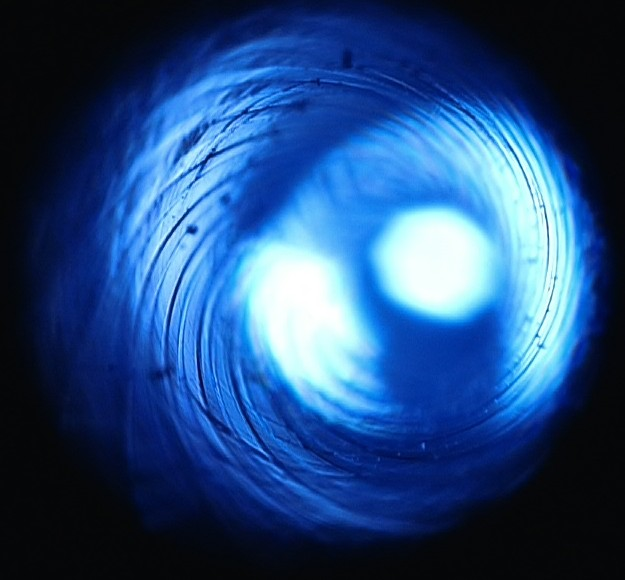
خان در درون لوله سلاح رمینگتون کالیبر ۳۵

خان به برجستگی های موازی و مارپیچی در داخل لوله برخی تفنگ‌ها و دیگر جنگ‌افزارها گفته می‌شود. وجود خان باعث می‌شود که گلوله با چرخش حول محور حرکت خود از لوله خارج شود. خان با ایجاد حرکت چرخشی در گلوله باعث پایداری ژیروسکوپی گلوله و افزایش دقت تیراندازی می‌شود. درگیری خان با نوارهای پیش‌ران پرتابه‌ها باعث چرخش پرتابه می‌شود.
خان در دو نوع چپ گرد و راست گرد وجود دارد.
کار افزودن خان به لوله سلاح‌ها یا دیگر لوله‌ها را «خان‌کِشی» می‌گویند.